# وقاحت

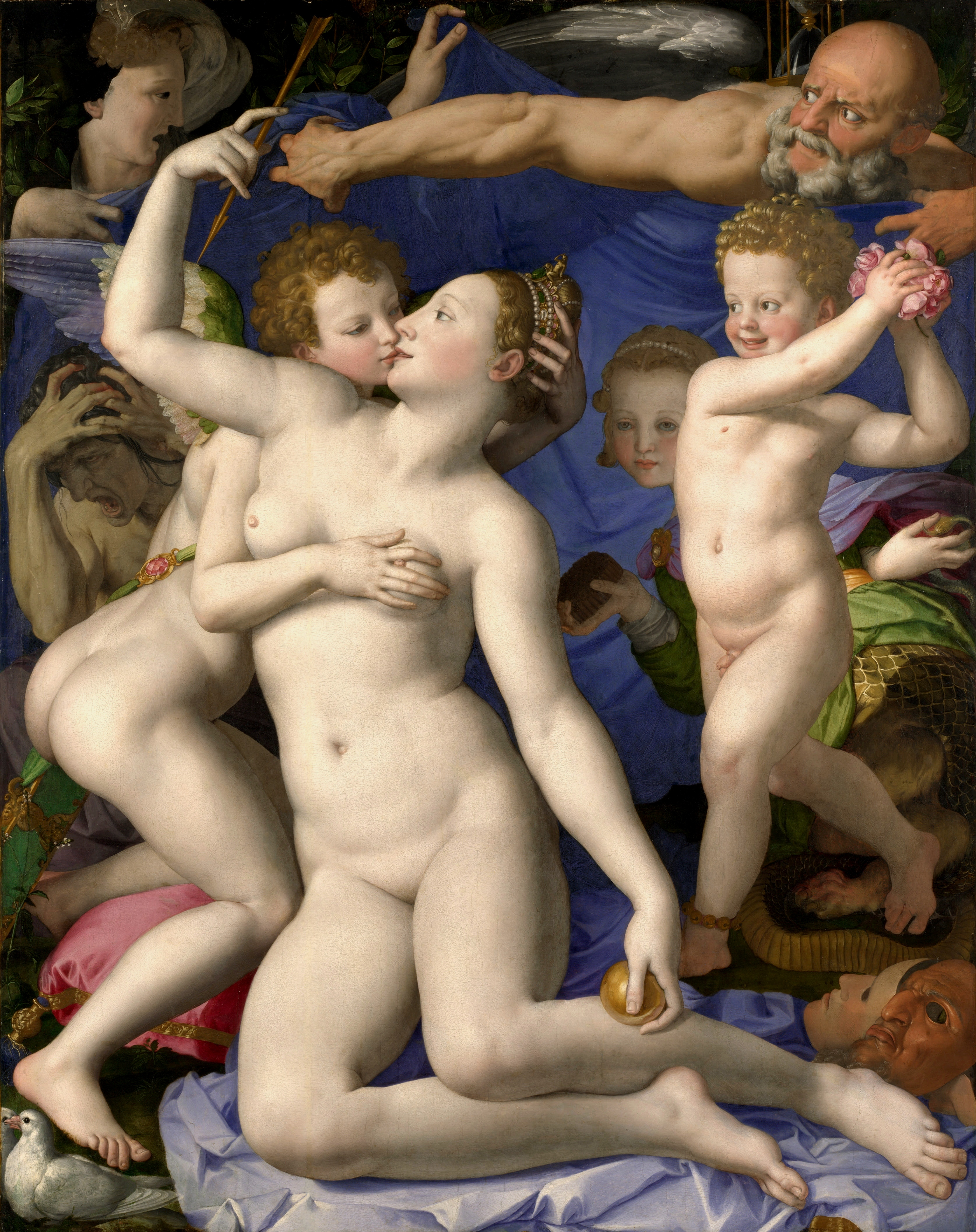
ونوس، کوپید، قباحت و زمان، اثر انجلو برونزینو

وِقاحَت یا قِباحَت (به انگلیسی: Obscenity) به هر گفته یا عملی گفته می‌شود که به شدت به اخلاق رایج آن زمان توهین کند. این واژه برای نشان‌دادن انزجار و خشم شدید اخلاقی به کار می‌رود. به عنوان یک اصطلاح حقوقی، این کلمه معمولاً برای تعریف افرادی که درگیر فعالیت‌های بی‌شرمی جنسی و دفعی هستند، و همچنین به گفته‌های مرتبط با سخنان ناسزا اشاره می‌کند.
واژهٔ انگلیسی آن از واژهٔ لاتین «obscaenus یا obscēnus»، (بیمار، منزجرکننده، گستاخی) با ریشه‌شناسی نامشخص مشتق شده‌است. مترادف‌های فارسی آن همچنین می‌توانند بی‌شرمی، بی‌حیایی، هرزگی یا مستهجن باشند.

## ایالات متحده
در ایالات متحده، مسائل مربوط به وقاحت باعث ایجاد محدودیت در آزادی بیان و مطبوعات می‌شود، که در غیر این صورت توسط اولین متمم قانون اساسی ایالات متحده محافظت می‌شود.
قانون وقاحت فدرال در ایالات متحده غیرعادی است زیرا استاندارد ملی یکسانی وجود ندارد. پاتر استوارت، قاضی سابق دیوان عالی ایالات متحده آمریکا، در تلاش برای طبقه‌بندی مواردی که دقیقاً «آنچه وقاحت را نشان می‌دهد» چنین نوشت: «من امروز تلاش نمی‌کنم تا تعریفی را برای انواع مطالبی که از نظر من پذیرفته‌شده هستند، ارائه کنم [...] اما اگر چنین چیزی را ببینم، می‌دانم» در ایالات متحده، حکم دادگاه عالی در سال ۱۹۷۳ در مورد میلر در برابر کالیفرنیا یک آزمایش سه‌لایه برای تعیین اینکه چه چیزی وقیح—و در نتیجه محافظت‌نشده‌است، انجام داد؛ در مقابل آن همچنین موضوعاتی که صرفاً به عشق شهوانی اشاره می‌کنند مطرح شد که به صورت قانونی توسط متمم اول قانون اساسی ایالات متحده محافظت می‌شود. وارن برگر، رئیس قاضی دادگاه با ارائه نظر دادگاه نوشت:
رهنمودهای اساسی باید چنین باشند: (الف) آیا یک فرد رایج که معیارهای جامعهٔ معاصر را می‌داند و به کار می‌گیرد، این اثر را به‌طور کلی، برای علاقهٔ اولیه جذاب می‌داند یا خیر، (ب) اینکه آیا اثر به شیوه‌ای آشکارا توهین‌آمیز، رفتار جنسی‌ای که به‌طور خاص توسط قانون قابل اجرا تعریف شده‌است را به تصویر می‌کشد یا توصیف می‌کند؛ و (پ) اینکه آیا اثر، در مجموع، فاقد ارزش جدی ادبی، هنری، سیاسی یا علمی است.

### نقد

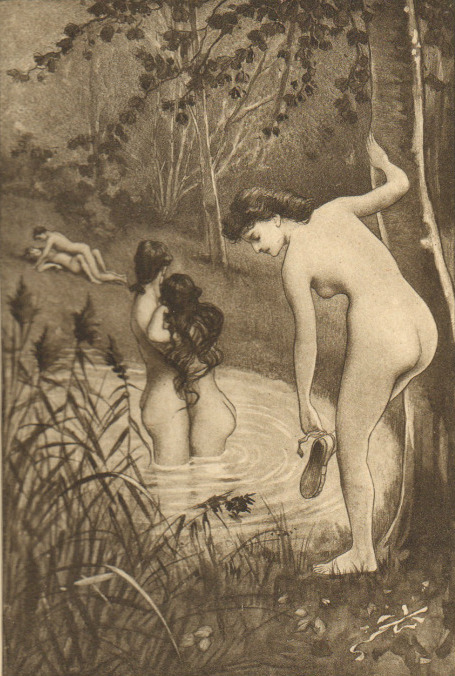
کتاب قرن هجدهم فنی هیل در زمان‌های مختلف مورد دادرسی‌های وقاحت قرار گرفته‌است (تصویر: صفحهٔ یازدهم: مهمانی حمام؛ La baignade)

قانون وقاحت در موارد زیر مورد انتقاد قرار گرفته‌است:
- قانون فدرال در زمینه‌های خاص (مانند پخش) وقاحت را ممنوع می‌کند.[۵]
- دیوان عالی ایالات متحده نیز به همین ترتیب در تعریف این واژه با مشکل مواجه بوده‌است. در میلر در برابر کالیفرنیا، دادگاه تعریف را به دو نهاد فرضی، «معیارهای جامعه معاصر» و «افراد منطقی فرضی» موکول می‌کند.
- دادگاه‌ها و قانون‌گذاران در تعریف این اصطلاح مشکلات مشابهی داشته‌اند زیرا موضوع متناقض است و بنابراین تعریف آن غیرممکن به نظر می‌رسد.
- از آنجایی که اصطلاح «وقاحت» در اساسنامه و در رویه قضایی تعریف نشده‌است، این قانون دکترین ابهام را برآورده نمی‌کند که بیان می‌کند مردم باید به وضوح از رفتار ممنوعه مطلع شوند.
- از آنجایی که تعیین این که در نهایت چه چیزی وقیح (اهانت‌آور) است یک ترجیح شخصی محسوب می‌شود، نقض ادعایی قانون وقاحت قابل اقدام نیست.
- از آنجا که هیچ آسیب واقعی رخ نمی‌دهد که یک ترجیح نقض شود، نقض ادعایی قانون وقاحت قابل اقدام نیست

با وجود این انتقادات، قوانین وقاحت دربارهٔ میلر اجرا شدند. برخی از ایالت‌ها قوانینی را تصویب کرده‌اند که سانسور را در مدارس، دانشگاه‌ها و کتابخانه‌ها الزامی می‌کنند، حتی اگر کمک‌های دولتی دریافت نکنند که نیازمند سانسور در این مؤسسات باشد. این‌ها شامل آریزونا، کنتاکی، میشیگان، مینه‌سوتا، کارولینای جنوبی و تنسی است. در سال‌های ۲۰۰۱ تا ۲۰۰۲، بیست ایالت دیگر در حال بررسی چنین قانونی بودند.

### پورنوگرافی کودکان
هرزه‌نگاری کودک به تصاویر یا فیلم‌ها (همچنین به عنوان تصاویر کودک‌آزاری شناخته می‌شود) اشاره دارد. به این ترتیب، هرزه‌نگاری بصری کودک، سابقه سوءاستفاده جنسی از کودکان است. سوءاستفاده از کودک در طول اعمال جنسی که در تولید پورنوگرافی کودکان ثبت می‌شود، رخ می‌دهد، و چندین استاد روانشناسی بیان می‌کنند که خاطرات این سوءاستفاده‌ها تا زمانی که سوابق بصری وجود داشته باشد و به آنها دسترسی شود و «به‌طور هرزه یا فاسد» مورد سوءاستفاده قرار گیرد، حفظ می‌شود. برخی کشورها همچنین نوشته‌هایی را در این مورد ممنوع می‌کنند—که فعالیت‌های جنسی صریح مربوط به کودک را به قلم می‌کشند.
در نیویورک در برابر فربر، دادگاه عالی ایالات متحده حکم داد که برای غیرقانونی‌شدن هرزه‌نگاری کودکان لازم نیست که از نظر قانونی وقیح باشد. دادگاه حکم داد که برخلاف انواع تصاویر در نظر گرفته شده در میلر، تصاویری که آسیب اساسی به کودکان را به تصویر می‌کشند، نیازی به توسل به «منافع محتاطانه افراد عادی» ندارند. به‌طور کلی، به منظور ممنوع شدن. یکی دیگر از تفاوت‌های قانون اساسی ایالات متحده در مورد وقاحت و قوانین مربوط به هرزه‌نگاری کودکان این است که دیوان عالی در استنلی در برابر جورجیا، که در اختیار داشتن مواد وقیح نمی‌تواند جرم‌انگاری شود، در حالی که در آزبورن در برابر اوهایو، دادگاه عالی حکم داد که داشتن پورنوگرافی کودکان می‌تواند جرم‌انگاری شود. دلیل آن این بود که انگیزهٔ جرم‌انگاری داشتن پورنوگرافی کودکان «تخریب بازاری برای استفاده استثمارگرانه از کودکان» به جای جلوگیری از مسموم‌کردن ذهن بینندگان آن بود. سه قاضی مخالف در آن پرونده استدلال کردند: «در حالی که استثمار جنسی از کودکان بدون شک یک مشکل جدی است، اوهایو از سلاح‌های دیگری برای مبارزه با آن استفاده می‌کند.»

### سانسور در فیلم
معمولاً فیلم‌های سانسورشده با درجه‌بندی «X؛ ایکس» نشان داده می‌شود که برخی از فیلم‌ها تحت آن دسته‌بندی می‌شوند. برجسته‌ترین فیلم‌هایی که درجهٔ «X» دریافت کردند، «دیپ ثروت» (۱۹۷۲) و اهریمن درون دوشیزه جونز (۱۹۷۳) بودند. این فیلم‌ها رابطهٔ جنسی آشکار، غیر شبیه‌سازی‌شده و نفوذی را نشان می‌دهند که به عنوان بخشی از یک طرح معقول با ارزش‌های تولیدی قابل احترام ارائه شده‌است. برخی از مقامات ایالتی برای محافظت از «معیارهای جامعهٔ محلی» دستورهای علیه چنین فیلم‌هایی صادر کردند. نمایش دیپ ثروت در نیویورک در اواسط فیلم توقیف شد و غرفه‌داران فیلم به ترویج وقاحت مجرم شناخته شدند. در سال ۱۹۶۳، فیلم موجودات شعله‌ور منتشر شد که اکران سینمایی آن توسط پلیس قطع شده و بازیگران آن دستگیر و متهم شدند. طبق مستند این فیلم هنوز رتبه‌بندی نشده، فیلم‌هایی که شامل رابطهٔ جنسی همجنس‌گرایان (حتی اگر به‌طور ضمنی) یا لذت زنانه می‌شوند، نسبت به همتایان مرد دگرجنس‌گرای خود به شدت سانسور شده‌اند. انجمن تصاویر متحرک آمریکا (MPAA) برای فیلم‌هایی که به صورت تجاری در ایالات متحده به نمایش گذاشته شده و برای عموم توزیع می‌شوند، رتبه‌بندی می‌کند. رتبه‌بندی‌ها از طریق ادارهٔ طبقه‌بندی و رتبه‌بندی (CARA) صادر می‌شود. هدف سیستم رتبه‌بندی ارائه اطلاعاتی در مورد محتوای فیلم‌های سینمایی است تا والدین بتوانند تشخیص دهند که آیا یک فیلم برای تماشای فرزندانشان مناسب است یا خیر.

## انگلستان

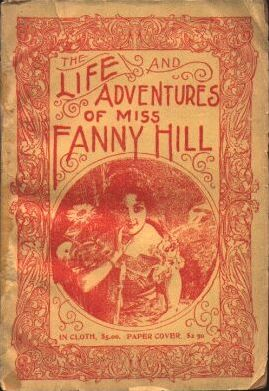
جلد یک نسخه آمریکایی بدون تاریخ از رمان اروتیک فنی هیل، حدود ۱۹۱۰ میلادی

قوانین فحاشی در انگلستان و ولز در حال حاضر توسط قوانین انتشار قباحت اداره می‌شود، اما قانون قباحت قدمت بسیار بیشتری به کامن لا انگلیس دارد.
رمان مردلاس زن از استنلی کافمن توسط پنگوئن بوکس در سال ۱۹۵۷ منتشر شد و به دلیل قباحت تحت پیگرد قانونی ناموفق قرار گرفت.
قانون انتشارات مستهجن بسیار مبهم است و وقاحت را با ارجاع به مطالبی که احتمالاً «هرزه و فاسد» هستند، تعریف می‌کند. قانون ۱۹۵۹ در زمانی تصویب شد که اکثر کشورهای غربی در آستانهٔ ورود به مرحله جدیدی از هنجار جنسی بودند. محاکمه پنگوئن بوکس به دلیل انتشار کتاب عاشق لیدی چترلی در سال ۱۹۶۰ همچنین ناموفق بود و محکومیت در دادگاه سال ۱۹۷۱ مجله اوز در دادگاه تجدید نظر لغو شد. تلاشی برای محاکمهٔ دانشگاه مرکزی انگلستان در سال ۱۹۹۷ به دلیل قرار گداشتن نسخه‌ای از کتاب رابرت مپل‌تورپ در دانشگاه، پس از تمسخر فرهنگستان و رسانه‌های خبری کنار گذاشته شد.
قانون اصلی وقاحت در انگلستان و ولز، برای آثار هنری تا دههٔ ۱۹۶۰، همان قانون اوباشی ۱۸۳۸ بود؛ این قانون با موفقیت در پیگرد قانونی علیه دی.اچ. لارنس برای نمایشگاهی از نقاشی‌هایش در گالری وارن، لندن، در سال 1929 و در سال ۱۹۶۶ علیه هنرمند بریتانیایی استاس پاراسکو برای نمایشگاهی از نقاشی‌هایش که در آن سال در شهر لیدز در شمال انگلیس، مورد استفاده قرار گرفت. بخش‌هایی از این قانون مدت کوتاهی پس از محاکمهٔ پاراسکوس لغو شد و از آن زمان به ندرت در رابطه با هنرهای تجسمی استفاده شده‌است.
جرایم جنسی نگرانی خاصی ایجاد کرده‌است. هیئت رده‌بندی سنی فیلم‌های بریتانیا در سال ۱۹۷۶ اعلام کرد که در آن سال، ۵۸ فیلم را مشاهده کرده‌است که «تجاوز آشکار» را به تصویر می‌کشند و صحنه‌هایی را که این امر را تجلیل می‌کنند، «وقیح و ناپسند» اعلام کرد. برخلاف پرسش‌های «بی‌شرمی» که در مورد صراحت جنسی اعمال شده‌است، فیلم‌هایی که متهم به وقاحت هستند به عنوان «مایل به فسق و فساد» تلقی شده و قابل پیگرد قانونی هستند. بریتانیا در سال ۲۰۰۸ مردی را به دلیل نوشتن یک داستان جنسی تخیلی (آر در برابر واکر) تحت تعقیب قرار داد. دادستانی سلطنتی در سال ۲۰۰۹ این پرونده را رد کرد.
در طول دهه‌های ۱۹۶۰ و ۱۹۷۰ اکثر کشورهای غربی پورنوگرافی هاردکور را قانونی کردند. در دهه ۱۹۸۰ بریتانیا تقریباً تنها کشور لیبرال دموکرات بود که فروش پورنوگرافی هاردکور در آن هنوز کاملاً غیرقانونی بود، اگرچه مالکیت آن مجرمانه نبود (به جز پورنوگرافی کودکان). نوار ویدئویی خانگی بازار پر رونقی بود و قاچاق مواد هاردکور از اروپا یا ایالات متحده برای افراد نسبتاً ساده بود، جایی که می‌توان آن را به صورت قانونی خریداری کرد. این منجر به بازار سیاه قابل توجهی از نوارهای ویدیویی بی کیفیت شد.
در طول دهه ۱۹۹۰، ظهور اینترنت، دسترسی شهروندان بریتانیایی به مطالب هاردکور را آسان‌تر از همیشه کرد. سرانجام، در سال ۲۰۰۰، پس از رد یک پرونده توسط هیئت رده‌بندی سنی فیلم‌های بریتانیا، پورنوگرافی هاردکور به‌طور مؤثر قانونی شد، مشروط به شرایط خاص و محدودیت‌های صدور مجوز. فروش مطالب وقیح از طریق پست همچنان جرم است.
پس از سال ۱۹۸۴، فروشندگان نوار ویدئویی بیشتر تحت پیگرد قانونی قرار گرفتند. چهار فیلمی که در اصل از دریافت گواهینامه رد شدند—جن‌گیر، سگ‌های پوشالی، مرده شریر، و کشتار با اره‌برقی در تگزاس—در اواخر دهه ۱۹۹۰ گواهینامه دریافت کردند و متعاقباً در تلویزیون اصلی به نمایش درآمدند.

## نیوزلند
در نیوزیلند، نمایش فیلم دیپ ثروت (۱۹۷۲) تنها در سال ۱۹۸۶ پاک شد. اما این فیلم اکران نشده‌است زیرا تنها سینمایی که اقدام به برگزاری اکران کرده بود توسط شورای شهر که مالک ساختمان بود منع شد.

## چین
در سال ۲۰۱۶، وزارت فرهنگ چین ۲۳ شرکت را به دلیل میزبانی محتوای مستهجن به صورت آنلاین سانسور کرد. این حذف شامل بیش از ۲۰۰۰۰ فید زنده از ۲۶ وب‌سایت مختلف بود که محتوای متنوعی شامل پورنوگرافی و خشونت را میزبانی می‌کردند.

## کره جنوبی
در سال ۲۰۱۷، دادگاه عالی کره جنوبی حکم داد که تصویری از اندام تناسلی مرد بدون لباس، اگر در زمینه فرهنگی، هنری، پزشکی یا آموزشی ارائه نشود، ناپسند است.

## ایران
قوانین فعلی ایران در برابر پورنوگرافی اکنون شامل احکام اعدام برای افرادی است که به دلیل تولید چنین مواردی محکوم شده‌اند.

## کشورهای دیگر
کشورهای مختلف در مورد انواع موادی که به عنوان نهادهای قانونی به شهروندان خود اجازهٔ دسترسی و انتشار در میان جمعیت محلی خود را می‌دهند، موضع‌گیری‌های متفاوتی دارند. مجموعه محتوای مجاز این کشورها به‌طور گسترده‌ای متفاوت است و برخی از آنها مجازات شدید تا اعدام را برای اعضایی که محدودیت‌های خود را نقض می‌کنند، در نظر گرفته‌اند.
در هند قانون وقاحت هنوز همان قانونی است که توسط دولت بریتانیا وضع شده بود. اتهامات وقاحت تا به امروز در برابر نویسندگان و شاعران مختلف مطرح شده‌است. این قانون هنوز اصلاح نشده‌است؛ محاکمه‌های معروف مربوط به هنگریالیست‌های است که در دهه ۱۹۶۰ دستگیر و تحت تعقیب قرار گرفتند.

### یادکردها
1. ↑  "Merriam-Webster Online". Archived from the original on 10 April 2010. Retrieved 26 September 2010.
2. ↑  Jacobellis v. Ohio, 378 U.S. 184, 197 (1964).
3. ↑  Miller v. California, 413 U.S. 15, 24 (1972).
4. ↑  Huston, William (September 2004). "Under Color of Law, Obscenity vs. the First Amendment" (PDF). Nexus Journal (published 2005). 10 (75): 82. Archived from the original (PDF) on 18 February 2006.
5. ↑  "Obscene, Indecent and Profane Broadcasts". FCC. Archived from the original on 9 December 2013. Retrieved 17 August 2013.
6. ↑  "Technology and Liberty | American Civil Liberties Union". Aclu.org. 14 November 2008. Archived from the original on 15 October 2002. Retrieved 17 August 2013.
7. 1 2  Finkelhor, David (Summer–Fall 1994). "Current Information on the Scope and Nature of Child Sexual Abuse". Future of Children. 4: 31–53. doi:10.2307/1602522. JSTOR 1602522. PMID 7804768. Archived from the original on 6 January 2009.
8. ↑  Sheldon, Kerry; Dennis Howitt (2007). Sex Offenders and the Internet. John Wiley and Sons. p. 20. ISBN 978-0-470-02800-1. 'Child pornography is not pornography in any real sense; simply the evidence recorded on film or video tape - of serious sexual assaults on young children' (Tate, 1992, p. 203) … 'Every piece of child pornography, therefore, is a record of the sexual use/abuse of the children involved.' Kelly and Scott (1993, p. 116) … '...the record of the systematic rape, abuse, and torture of children on film and photograph, and other electronic means.' Edwards(2000, p.1)
9. ↑  Klain, Eva J.; Davies, Heather J.; Hicks, Molly A.; ABA Center on Children and the Law (2001). Child Pornography: The Criminal-justice-system Response. National Center for Missing & Exploited Children. Because the children depicted in child pornography are often shown while engaged in sexual activity with adults or other children, they are first and foremost victims of child sexual abuse.
10. 1 2 3  Wortley, Richard; Stephen Smallbone. "Child Pornography on the Internet". Problem-Oriented Guides for Police. No. 41: 17. The children portrayed in child pornography are first victimized when their abuse is perpetrated and recorded. They are further victimized each time that record is accessed.
11. ↑  Hobbs, Christopher James; Hanks, Helga G. I.; Wynne, Jane M. (1999). Child Abuse and Neglect: A Clinician's Handbook. Elsevier Health Sciences. p. 328. ISBN 0-443-05896-2. Child pornography is part of the violent continuum of child sexual abuse
12. ↑  Agnes Fournier de Saint Maur (January 1999). "Sexual Abuse of Children on the Internet: A New Challenge for INTERPOL" (PDF). Expert Meeting on Sexual Abuse of Children, Child Pornography and Paedophilia on the Internet: an international challenge. یونسکو (United Nations Educational, Scientific and Cultural Organization). Archived from the original (PDF) on 8 April 2011.
13. ↑  Sheldon, Kerry; Dennis Howitt (2007). Sex Offenders and the Internet. John Wiley and Sons. p. 9. ISBN 978-0-470-02800-1. ...supplying the material to meet this demand results in the further abuse of children. Pictures, films and videos function as a permanent record of the original sexual abuse. Consequently, memories of the trauma and abuse are maintained as long as the record exists. Victims filmed and photographed many years ago will nevertheless be aware throughout their lifetimes that their childhood victimization continues to be exploited perversely.
14. ↑  Akdeniz, Yaman (2008). Internet child pornography and the law: national and international responses. Ashgate Publishing, Ltd. p. 11. ISBN 978-0-7546-2297-0.
15. ↑  "Definition of 'Child Pornography'". Criminal Code of Canada, Section 163.1. Electronic Frontier Canada. 2004. Archived from the original on 2 March 2009.
16. ↑  "Definition of 'Child Pornography'". Criminal Code of Canada, Section 163.1. Electronic Frontier Canada. 2004. Archived from the original on 2 March 2009.
17. ↑  "Sharpe Not Guilty of Possessing Written Child Pornography". CBC News. 26 March 2002. Archived from the original on 8 May 2008.
18. 1 2 3  "Sex and violence - Censorship - actor, film, movie, show, cinema, scene". Filmreference.com. Archived from the original on 29 October 2013. Retrieved 17 August 2013.
19. ↑  Angell, Callie (2014). "Batman and Dracula: The Collaborations of Jack Smith and Andy Warhol". Criticism. Wayne State University Press. 56 (2): 159–86. doi:10.13110/criticism.56.2.0159.
20. ↑  "After a year out on loan Mapplethorpe book is set to return to library shelves". Archived from the original on 23 August 2006. Retrieved 6 March 2008.
21. 1 2  See T.W. Earp (17 August 1929). "The Paintings of DH Lawrence". The New Statesman. London. p. 578.
22. ↑  John Ozimek (6 October 2008). "The Obscene Publications Act rides again: Girls Aloud case heads for court - net holds its breath". رجیستر (وبگاه). Archived from the original on 10 August 2017.
23. ↑  John Ozimek (22 October 2008). "Date set for internet 'obscene' publications trial. Man in court over 'Girls Aloud' story". رجیستر (وبگاه). Archived from the original on 10 August 2017.
24. ↑  Mark Hughes (30 June 2009). "Blogger who wrote about killing Girls Aloud cleared". The Independent.
25. ↑  "FAQ: Buying Adult Films: Is it legal?". Melonfarmers.co.uk. Archived from the original on 8 August 2013. Retrieved 17 August 2013.
26. ↑  "UK | High Court blocks web porn sales". BBC News. 23 May 2005. Archived from the original on 20 June 2014. Retrieved 17 August 2013.
27. ↑  Xinhua News Agency (12 July 2016). "China punishes firms for spreading obscenity, violence on Internet".
28. ↑  "Ké radar | Not All Genitalia Images Are Obscene: Supreme Court Rules". November 2017. Archived from the original on 1 November 2017. Retrieved 24 November 2017.
29. ↑  Saeed Kamali Dehghan (18 January 2012) "Iran confirms death sentence for 'porn site' web programmer" بایگانی‌شده  در ۴ سپتامبر ۲۰۱۷ توسط Wayback Machine The Guardian. Retrieved 21 December 2014.

## برای مطالعهٔ بیشتر
- FEPP
- گزارش اتحادیه آزادی‌های مدنی آمریکا
- چو، کریستینا، کومراتو، کیم و هینز، مارجوری (۲۰۰۳) بیان آزاد در هنر و تأمین مالی: گزارش سیاست عمومی . نیویورک: FEPP; صص ۳۸-۳۹
- سکس و خشونت در فیلم‌های جنایی
- باخمن، اریک ام. نجابت‌های ادبی: قانون مورد و طبیعت‌گرایی پس از مدرنیسم ۲۰۱۸ انتشارات دانشگاه ایالتی پنسیلوانیا شابک ‎۰۲۷۱۰۸۰۰۵۱